# Dicranota trilobulata
Dicranota (Rhaphidolabis) trilobulata là một loài ruồi trong họ Pediciidae. Chúng phân bố ở vùng sinh thái Palearctic.